# 1. FC Köln (kvinder)
1. FC Köln Frauen er 1. FC Köln's kvindeafdeling i fodbold, der siden 2021/21-sæsonen har konkurreret i den bedste kvindelige tyske fodboldrække Frauen-Bundesliga.

## Aktuel trup
Oversigten er opdateret til og med 28. juni 2022.
| Nr. | Land     | Position | Spiller           |
| --- | -------- | -------- | ----------------- |
| 1   | Tyskland | MM       | Manon Klett       |
| 2   | Schweiz  | FO       | Francesca Caló    |
| 3   | Østrig   | FO       | Sabrina Horvat    |
| 4   | Tyskland | FO       | Marith Prießen    |
| 5   | Tyskland | FO       | Kristin Demann    |
| 6   | Holland  | FO       | Myrthe Moorrees   |
| 7   | Tyskland | MI       | Manjou Wilde      |
| 8   | Tyskland | AN       | Mandy Islacker    |
| 9   | Polen    | MI       | Adriana Achcińska |
| 10  | Israel   | MI       | Sharon Beck       |
| 11  | Ghana    | AN       | Eunice Beckmann   |
| 12  | Tyskland | MI       | Alicia Gudorf     |

| Nr. | Land     | Position | Spiller              |
| --- | -------- | -------- | -------------------- |
| 16  | Tyskland | MM       | Pauline Nelles       |
| 17  | Japan    | MI       | Yuka Hirano          |
| 20  | Tyskland | MI       | Anja Pfluger         |
| 21  | Tyskland | FO       | Peggy Nietgen        |
| 22  | Irland   | AN       | Amber Barrett        |
| 23  | Tyskland | AN       | Jana Beuschlein      |
| 24  | Polen    | AN       | Weronika Zawistowska |
| 25  | Tyskland | FO       | Laura Donhauser      |
| 31  | Schweiz  | FO       | Rachel Rinast        |
| 34  | Schweiz  | MM       | Elvira Herzog        |

## Forrige sæsoner
| Sæson | Liga                    | Placering | V  | U | T  | M+ | M- | Pts | DFB-Cup            |
| --- | ----------------------- | --------- | -- | - | -- | -- | -- | --- | ------------------ |
| 2009–10                                                                                                  | 2. Bundesliga (kvinder) | 3         | 14 | 3 | 5  | 54 | 24 | 45  | Kvartfinale        |
| 2010–11                                                                                                  | 2. Bundesliga (kvinder) | 2         | 16 | 3 | 3  | 74 | 19 | 51  | Ottendedelsfinale  |
| 2011–12                                                                                                  | 2. Bundesliga (kvinder) | 4         | 10 | 3 | 9  | 36 | 28 | 33  | 1. runde           |
| 2012–13                                                                                                  | 2. Bundesliga (kvinder) | 2         | 17 | 4 | 1  | 66 | 14 | 55  | Ottendedelsfinale  |
| 2013–14                                                                                                  | 2. Bundesliga (kvinder) | 2         | 17 | 2 | 3  | 67 | 22 | 53  | Kvartfinale        |
| 2014–15                                                                                                  | 2. Bundesliga (kvinder) | 1         | 20 | 2 | 0  | 67 | 14 | 62  | Kvartfinale        |
| 2015–16                                                                                                  | Bundesliga (kvinder)    | 12        | 3  | 3 | 16 | 20 | 60 | 12  | Ottendedelsfinaler |
| 2016–17                                                                                                  | 2. Bundesliga (kvinder) | 2         | 15 | 2 | 5  | 48 | 23 | 47  | 1. runde           |
| 2017–18                                                                                                  | Bundesliga (kvinder)    | 11        | 3  | 2 | 17 | 8  | 78 | 11  | Ottendedelsfinaler |
| 2018–19                                                                                                  | 2. Bundesliga (kvinder) | 3         | 14 | 5 | 7  | 51 | 33 | 47  | 2. runde           |
| Grønt markerer en sæson, der blev efterfulgt af oprykning, rødt en sæson der efterfulgtes af nedrykning. |                         |           |    |   |    |    |    |     |                    |